# Lee Majdoub (actor)
Lee Majdoub (Tripoli, 31 de mayo de 1982) es un actor libanés-canadiense, más conocido por su papel de Agente Roca en Sonic, la película (2020),Sonic 2, la película (2022)y Sonic 3, la película (2024). Majdoub también ha aparecido en los programas de televisión, The 100 (2014-2020), y Dirk Gently: Agencia de investigaciones holísticas (2016–2017).

## Primeros años
Majdoub nació en Trípoli, Líbano. Se graduó en la California State University, Long Beach con una Licenciatura en Ciencias, Ingeniería Mecánica en 2005. Por sugerencia de su hermana, Majdoub comenzó a tomar clases de interpretación cuando tenía 20 años mientras completaba sus estudios.

## Carrera
El primer papel de Majdoub en la pantalla fue un pequeño papel en la serie de televisión de 2007, Bionic Woman. Continuó actuando con pequeños papeles en cine y televisión. Desde principios hasta mediados de la década de 2010, Majdoub apareció en papeles de invitado en Arrow, Once Upon a Time, UnREAL, y Supernatural. Durante este periodo, Majdoub fue elegido para el papel de Carter en See No Evil 2 dirigida por Jen y Sylvia Soska. Volvió a trabajar con Jen y Sylvia Soska en su segmento para The ABCs of Death.
En 2013, Majdoub actuó en una producción del Belfry Theatre de la obra, Helen's Necklace. En 2015, apareció en la producción del Belfry Theatre de Vanya y Sonia y Masha y Spike.
En 2017, apareció en la segunda temporada de Dirk Gently: Agencia de investigaciones holísticas como Silas Dengdamor. Ganó el premio a la "Mejor Interpretación Masculina Invitada en una Serie Dramática" por su actuación en los Premios Leo de 2018. A partir de 2019, Majdoub tuvo papeles recurrentes en Tú, yo y ella y The 100. Volvió a ser nominado a la "Mejor Interpretación Masculina Invitada en una Serie Dramática" por su trabajo en Tú, yo y ella en los Premios Leo de 2020, y de nuevo en la misma categoría en los Premios Leo de 2021 por su trabajo en The 100.
En septiembre de 2018, Majdoub fue elegido para actuar junto a Jim Carrey en la película de acción real Sonic, la película como el agente Stone. Tras el estreno, el personaje de Majdoub se hizo rápidamente popular entre los fans de la franquicia que destacaron su dinámica con el personaje de Carrey Doctor Robotnik.
El 30 de septiembre de 2021, se anunció a través de la cuenta oficial de Sonic Movie Twitter que Majdoub retomaría su papel de Agente Stone en la próxima secuela, Sonic 2, la película.

## Filmografía

### Película
| Año  | Título                             | Papel                      | Notas          |
| 2010 | Tainted                            | Detective 1                |                |
| 2012 | Underworld: Awakening              | Guardia de escritorio 1    |                |
| 2013 | Un pie en el infierno              | Sanjay                     | Película de TV |
| 2013 | Una noche en Seattle               | El chico del vino          |                |
| 2013 | Vendedores de Bebés                | Akshay                     | Película de TV |
| 2013 | Si tuviera alas                    | Capataz de la construcción |                |
| 2014 | ABC de la muerte 2                 | Oficina temporal           |                |
| 2014 | See No Evil 2                      | Carter                     |                |
| 2015 | Mix                                | Vic                        | Película de TV |
| 2016 | Dead Rising: Endgame               | Estrella                   |                |
| 2016 | Cerebro en llamas                  | Guy                        |                |
| 2017 | La montaña entre nosotros          | Traducción                 |                |
| 2018 | Mancuernas                         | Tom                        | Película de TV |
| 2019 | Calienta Bancas 2: Rompiendo Bolas | Kashmir                    |                |
| 2019 | El asesino de las marionetas       | Simon / Curtis             |                |
| 2020 | Sonic the Hedgehog                 | Agente Roca                |                |
| 2022 | Sonic the Hedgehog 2               | Agente Roca                |                |
| 2024 | Sonic the Hedgehog 3               | Agente Roca                |                |

### Televisión
| Año       | Título                                             | Papel                   | Notas                                                          |
| 2007      | Bionic Woman                                       | Estudiante comprador    | Episodio: "La educación de Jaime Sommers"                      |
| 2008      | Psych                                              | Neil                    | Episodio: "¿Asesinato?... ¿Alguien?... ¿Alguien?... ¿Bueller?" |
| 2011      | Shattered                                          | Ramjit                  | Episodio: "Finding the Boy"                                    |
| 2011      | Fringe                                             | Paramédico              | Episodio: "Dietilamida de ácido lisérgico"                     |
| 2013      | Emily Owens M.D.                                   | Oficial Hewitt          | Episodio: "Emily y... The Leap"                                |
| 2013      | Cult                                               | Rami                    | Episodio: "Get with the Program"                               |
| 2014      | Arrow                                              | Gholem Qadir            | Episodio: "Suicde Squad"                                       |
| 2015      | Unreal                                             | Rishi                   | Episodio: "Esposa"                                             |
| 2015      | Proof                                              | Nate                    | Episodio: "Asuntos privados"                                   |
| 2015      | Once Upon a Time                                   | Sir Kay                 | Episodio: "El cisne negro"                                     |
| 2015      | Supernatural                                       | Hannah / Guardian       | Episodios: "Forma y vacío", "Hombre interior"                  |
| 2016      | The Magicians                                      | El Djinn                | Episodio: "The Mayakovsky Circumstance"                        |
| 2017      | Rogue                                              | Ozil                    | Episodio: "Alce"                                               |
| 2017      | Prison Break                                       | Yasser                  | Recurrente 3 Episodios                                         |
| 2017      | Zoo                                                | Tad Larson              | Recurrente 5 episodios                                         |
| 2017      | Travelers                                          | Dr. Barker              | Episodios: "11:27", "Jacob"                                    |
| 2017      | La Agencia de Detectives Holísticos de Dirk Gently | Silas Dengdamor         | Recurrente 6 Episodios                                         |
| 2018      | The Crossing                                       | Mason Spencer           | Episodio: "La Opción Androcles"                                |
| 2018-2019 | Superbook                                          | Gamaliel / Anathoth Man | Episodios: "Discípulos en Misión", "Jeremías"                  |
| 2019-2020 | Tú me la                                           | Nathan                  | Recurrente 11 episodios                                        |
| 2019-2020 | Los 100                                            | Nelson                  | Recurrente 10 episodios                                        |
| 2020      | StarBeam                                           | Mr. Singh               | Episodio: "El cazador de amigos del espacio exterior"          |

### Videojuegos
| 2013 | Splinter Cell: Blacklist | Voces adicionales                               |               |
| 2014 | The Fall                 | A.R.I.D. dañado / Droide de seguridad           |               |
| 2017 | FIFA 18                  | Reportero                                       |               |
| 2017 | Need for Speed: Payback  | Jason 'Barracuda' Monroe                        |               |
| 2018 | The Fall Part 2: Unbound | Uno / Amigo del bar / Narrador de la última vez |               |
| 2018 | Dragalia Lost            | Ieyasu                                          | Dub en inglés |
| 2023 | Assassin's Creed Mirage  | Basim Ibn Ishaq                                 |               |